# Marc Debus
Marc Debus (* 29. Oktober 1978 in Biedenkopf) ist ein deutscher Politikwissenschaftler und Hochschullehrer.

## Leben
Debus hat von 1999 bis 2003 Politikwissenschaft, Soziologie, Methoden der empirischen Sozialforschung, Neuere Geschichte und Wirtschafts- und Sozialgeschichte an den Universitäten Marburg und Mannheim studiert. An der Universität Konstanz wurde er 2006 mit der Dissertation The Impact of Pre-Electoral Alliances on Patterns of Party Competition and Coalition Politics zum Dr. rer. soc. promoviert. Anschließend verblieb er bis 2008 an der Universität Konstanz und wechselte darauffolgend nach Mannheim. Von 2009 bis 2011 übernahm er an diesen Universitäten zudem Lehrstuhlvertretungen.
Im Frühjahr 2012 nahm Debus einen Ruf an die Universität Oldenburg an. Dort besetzte er eine Professur für das Politische System Deutschlands und der EU. Im selben Jahr folgte er einem Ruf zurück an die Universität Mannheim. Dort hat er die Professur für Vergleichende Regierungslehre inne. Von Februar 2017 bis Januar 2020 war er Direktor des Mannheimer Zentrums für Europäische Sozialforschung (MZES). Seit 2018 ist er Mitglied des Vorstands der Deutschen Vereinigung für Politikwissenschaft (DVPW).

## Forschungsschwerpunkte
Debus’ Forschungsschwerpunkte liegen auf politischen Institutionen, insbesondere in Mehrebenensystemen, und deren Auswirkungen auf legislative Aktivität, Parteienwettbewerb und das Regieren in Koalitionen. Ein weiteres Forschungsinteresse liegt in der Analyse von Parteiprogrammen.

## Schriften
- mit Hanna Bäck: Political Parties, Parliaments and Legislative Speechmaking. Palgrave Macmillan, Houndmills, Basingstoke 2016. ISBN 978-1-137-48454-3
- mit Thomas Bräuninger: Parteienwettbewerb in den deutschen Bundesländern, VS Verlag für Sozialwissenschaften, Wiesbaden 2012. ISBN 978-3-531-18101-1
- (Hrsg.) Estimating the Policy Preferences of Political Actors in Germany and Europe: Methodological Advances and Empirical Applications Routledge, London 2009.